# Damasus Aigner
P. Damasus Aigner (1864. július 11. – 1940. április 18.) német ferences rendi szerzetes, tudományos író.

## Élete
1900-ban a müncheni Lajos–Miksa Egyetemen készítette el disszertációját Über die Ossa parietalia des Menschen, ein Beitrag zur vergleichenden Anthropologie címmel. Ezután geológiával foglalkozott, különös tekinettel Felső-Bajorország sajátságaira. Több műve is a tudomány és a teológia határvonalaival foglalkozott, például Die Entwicklungslehre in ihrem Verhältnisse zum Christentum (München, 1912). Számos szaklapban is rendszeresen publikált. 

## Válogatott munkái
- Die geographischen und geologischen Verhältnisse in der Umgebung von Laufen; Das Salzfaß, Vereinsblatt der Heimatfreunde des Rupertiwinkels 7 (Laufen 1928), 25-40. oldal
- Der alte Salzburger See und sein Becken, Mitteilungen der Gesellschaft für Salzburger Landeskunde, 1928
- Die geologischen Verhältnisse im Berchtesgadener Land; Berchtesgadener Anzeiger 1929
- Die in Laufen bisher vorgefundenen Versteinerungen; Das Salzfaß 1929
- Ein Gang durch die geologische und paläontologische Sammlung des Haus der Natur; Neues Museum (Salzburg 1930)
- Zur Entwicklungsgeschichte der Salzach und ihres Flußsystems; Das Salzfaß 9 (1930), 56-61
- Erlebnisse aus der ersten Zeit des deutschen Schisportes; Berchtesgadener Anzeiger 1933, Beilage „Bergheimat“ (Nr. 4. február 23.)
- Der Umbau der Franziskanerkloster Kloster bibliothek in Salzburg; Spiritus et Vita 13 (1933), 15-21
- Zur Geschichte unserer Salzburger Bibliothek; Spiritus et Vita 16 (1936), 140-148
- Kurzer Überblick über die geographischen und geologischen Verhältnisse des Drei-Seen-Gebietes; Das Drei-Seen-Gebiet, 1936, 8-14
- Hexameter über Berchtesgaden; Verba Vitae et Salutis 14 (1934), 68-69
- Der Inn- und Salzachgletscher; Der Inn-Salzachgau, Blätter für Heimatgeschichte und Volkskunde 15 (Hirschenhausen 1937), 38-47
- Predigt zum Universitätssonntag; Mitteilungen des katholischen Universitäts-Vereins Salzburg, különszám, 1937. március 7.